# 和平之后堂 (那不勒斯)
和平之后堂（義大利語：Chiesa di Santa Maria della Pace）是一座罗马天主教教堂，位于意大利那不勒斯法庭街与卡普阿城堡街（Via Castel Capuano）转角，卡普阿小广场（piazzetta Sedil Capuano）后。

## 历史
该堂附属的“拉撒路之屋”（Sala del Lazzaretto，汉生病疗养院）建于16世纪。和平之后修院建筑群包括圣若望医院兄弟会的医院（建于1587年）。建筑群围绕一个由乔瓦尼·卡拉乔洛建于15世纪初的宫殿建造。其哥特式入口就是较早的宫殿的残留。
和平之后堂建于1629年至1659年，它供奉和平之后，因为这是法国的路易十四与西班牙的費利佩四世之间约定和平与休战的最后一年。该堂为拉丁十字形平面。内部是1732年地震后由多梅尼科·安东尼奥·瓦卡罗修复。
进入拉撒路之屋要通过前庭左侧的大楼梯，这里收容麻风病、鼠疫和其他传染病患者。

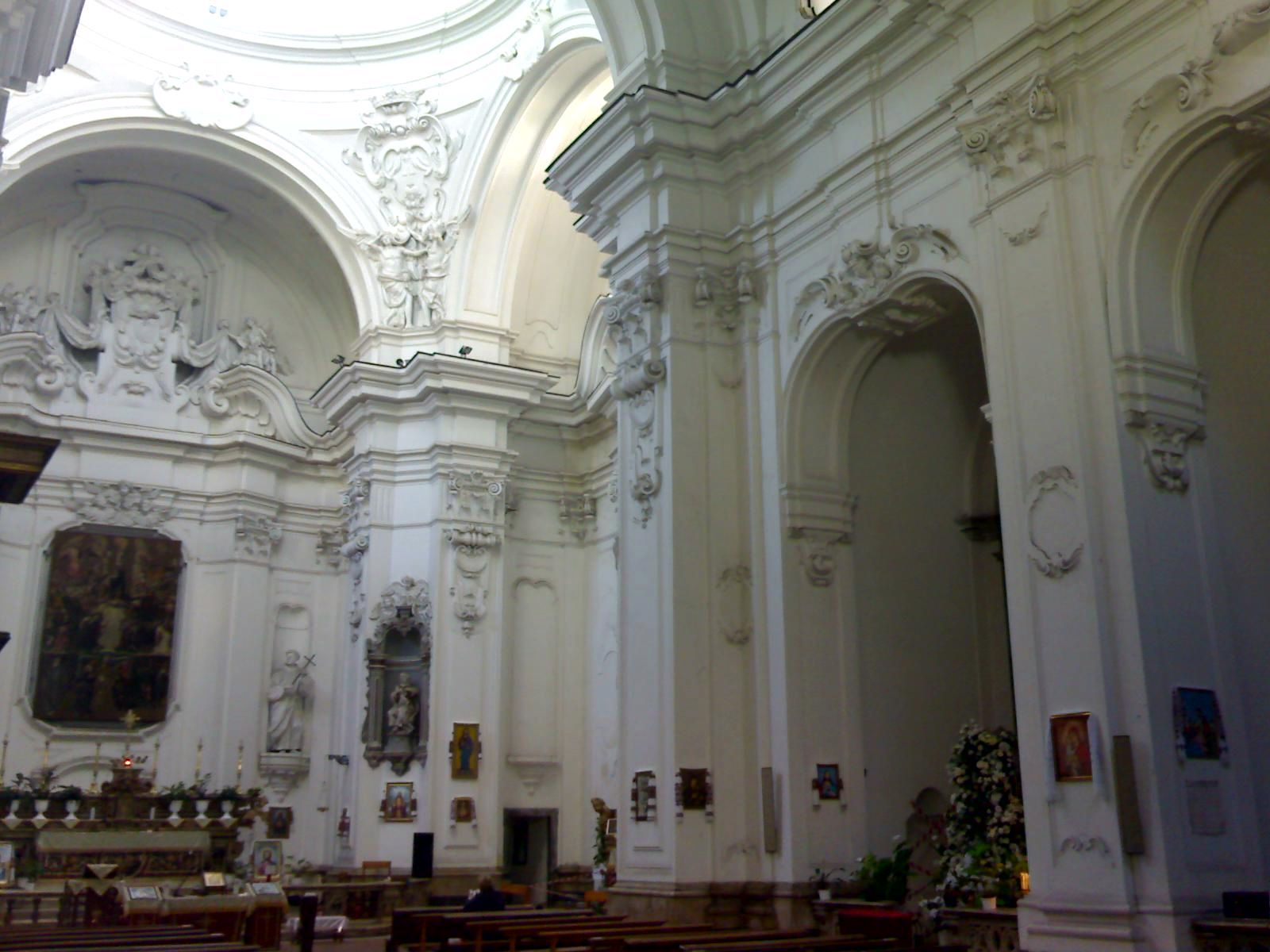
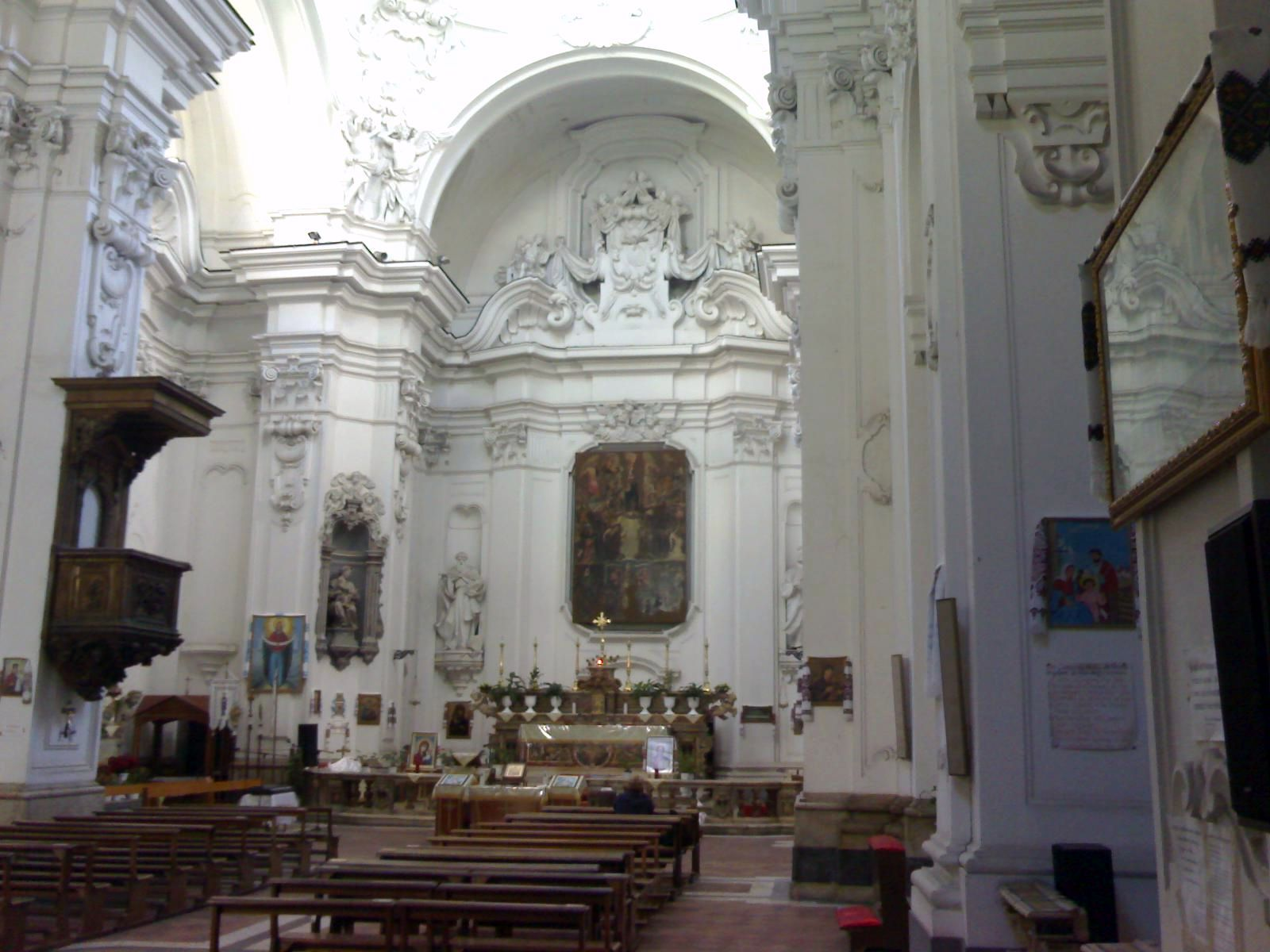
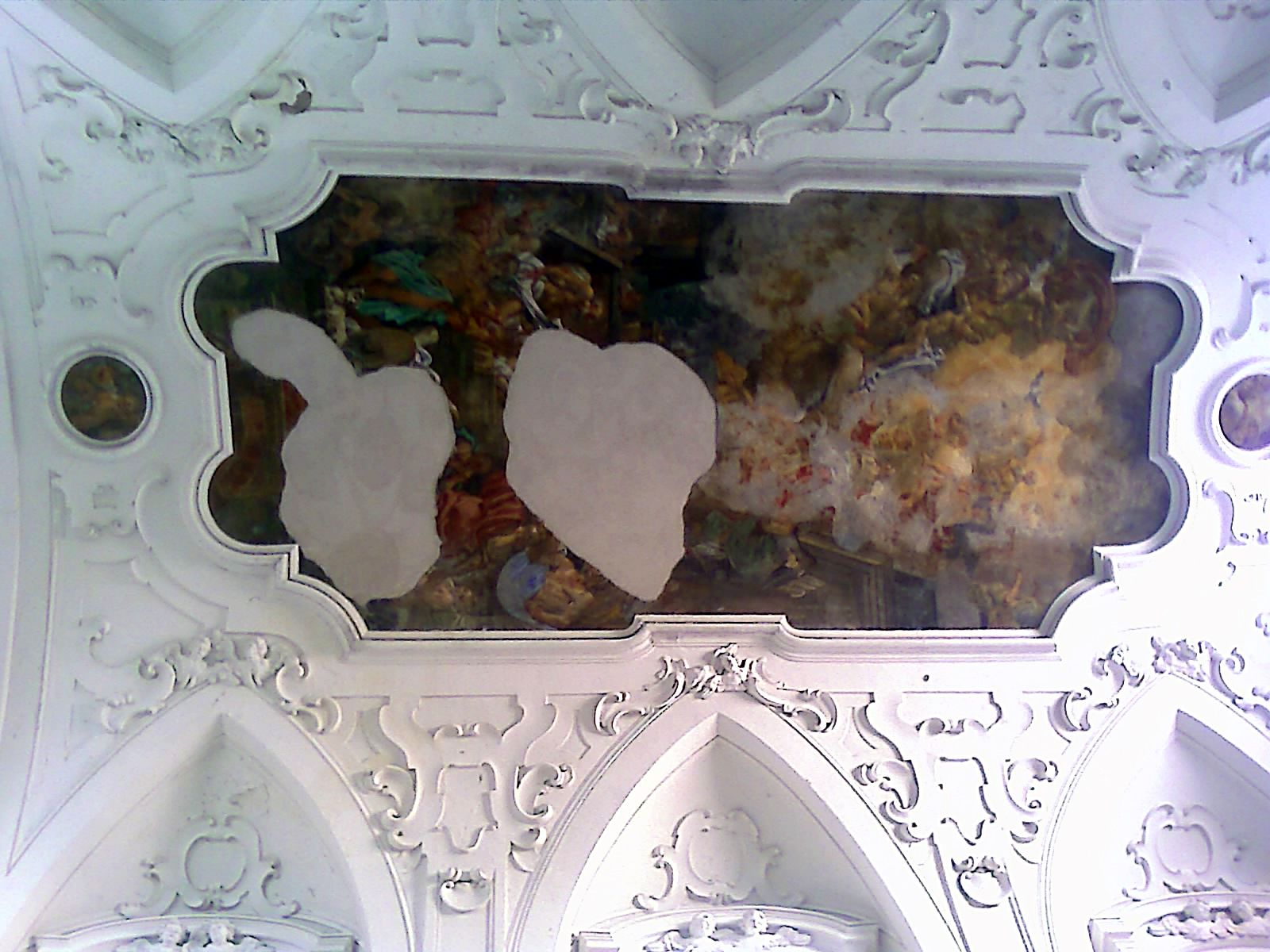
天花板
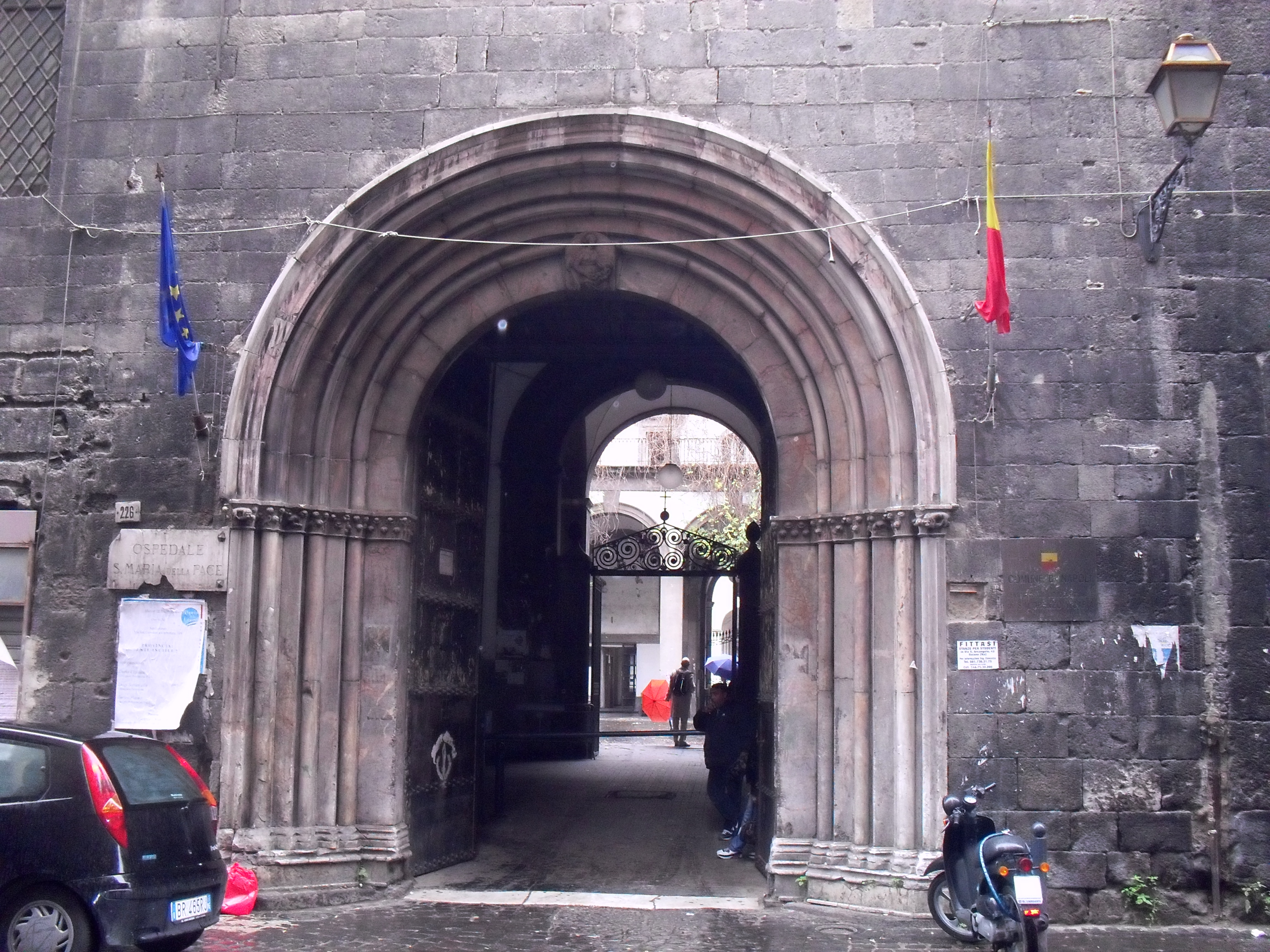
医院入口